# Achaeos (tướng)
Achaeos (tiếng Hy Lạp cổ: Ἀχαιός, Akhaios; mất năm 213 TCN) là một vị tướng và sau này là nhà cai trị ly khai trên một phần lãnh thổ của vương quốc Seleukos. Ông là con trai của Andromachos, chị gái của ông ta Laodice II đã cưới Seleukos II Kallinikos, cha của Antiochos III Đại đế Ông đã hộ tống Seleukos III Keraunos, con trai của Kallinikos, trong cuộc viễn chinh chống lại Attalos I, và sau vụ ám sát Seleukos Keraunos, ông đã trả thù cho cái chết của ông ta; và mặc dù ông có thể dễ dàng xưng làm vua, ông vẫn trung thành với gia tộc của Seleukos.
Vào năm 223 TCN, Antiochos III, vị vua kế vị của Seleukos Keraunos, đã bổ nhiệm ông làm chỉ huy của toàn bộ Tiểu Á ở phía Tây của dãy núi Taurus. Achaeos đã khôi phục lại tất cả các khu vực mà Attalos đã từng giành được cho nhà Seleukos một lần nữa; nhưng lại bị vu cáo âm mưu nổi loạn bởi Hermeias, viên bộ trưởng của Antiochos, do đó để tự bảo vệ mình ông đã tự xưng làm vua, và cai trị toàn bộ châu Á ở phía Tây của dãy núi Taurus. Miễn là Antiochos còn bận chiến tranh với Ptolemaios, ông ta sẽ không thể đem quân chống lại Achaeos; nhưng bằng cách ký kết một hiệp ước với Ptolemaios, ông ta đã vượt qua dãy Taurus, kết hợp lực lượng của mình với Attalos, và chỉ trong một chiến dịch đã đoạt được toàn bộ lãnh thổ của Achaeos và chiếm Sardis (ngoại trừ khu vực pháo đài). Sau khi chống đỡ được một cuộc bao vây kéo dài trong hai năm, pháo đài cuối cùng đã rơi vào tay của Antiochos vào năm 213, thông qua sự phản bội của Bolis (ông ta đã được Sosibius chiêu mộ). Bolis đã hứa đưa Achaeos tới nơi an toàn, nhưng lại giao nộp ông cho Antiochos, ông ta đã ngay lập tức xử tử ông.